# Gerhart-Potthoff-Bau

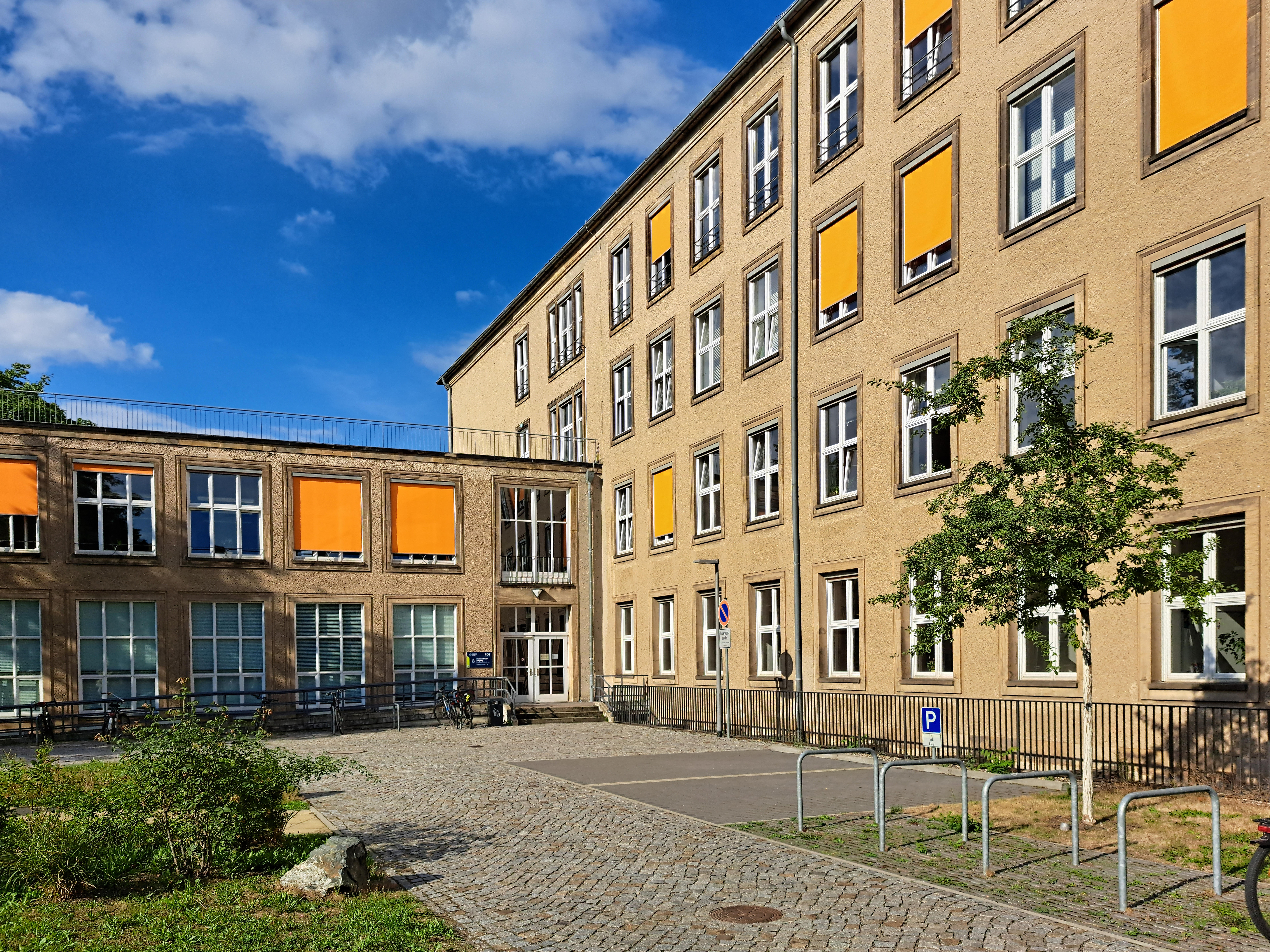
Gerhart-Potthoff-Bau, viergeschossiger Flügel (2022)

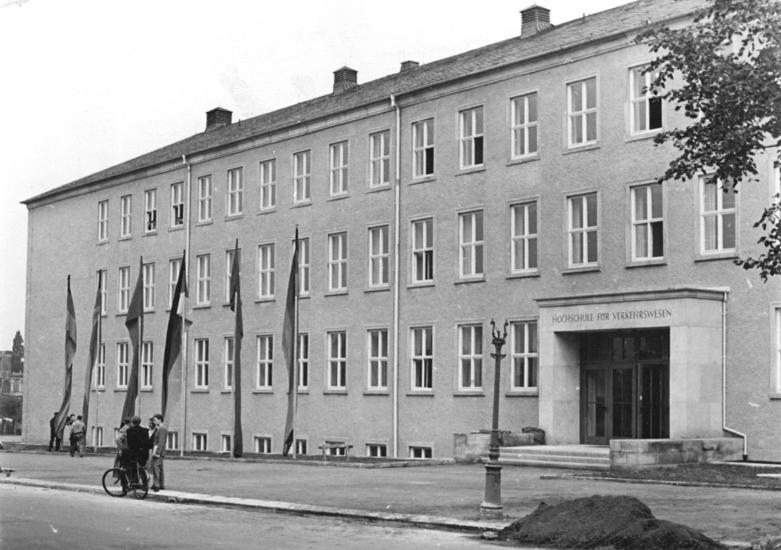
Gerhart-Potthoff-Bau, dreigeschossiger Flügel (1952)

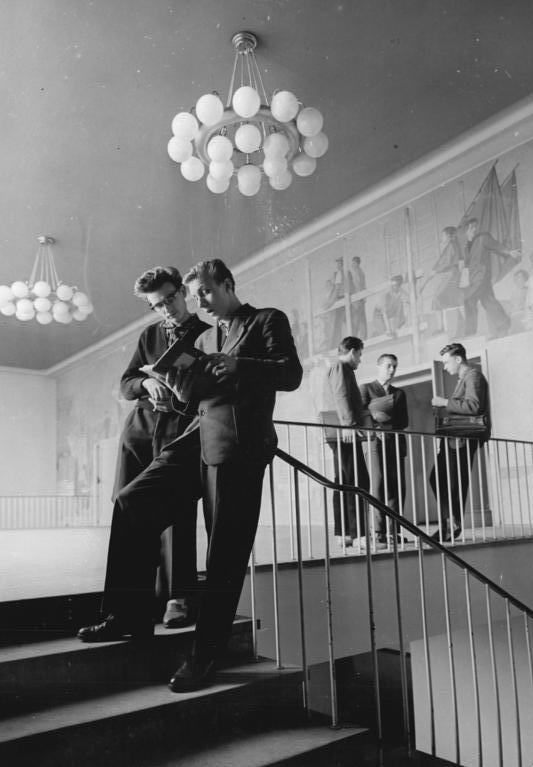
Gerhart-Potthoff-Bau, Studierende (1959)

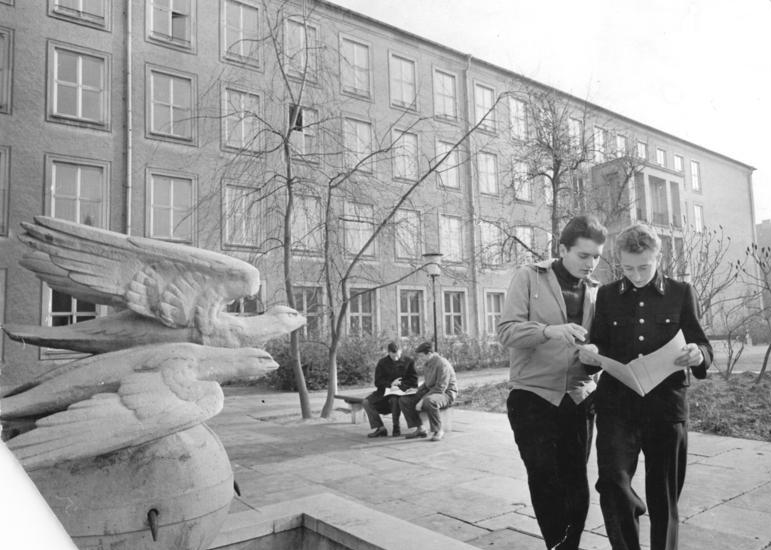
Studierende vor dem Gerhart-Potthoff-Bau (1959)

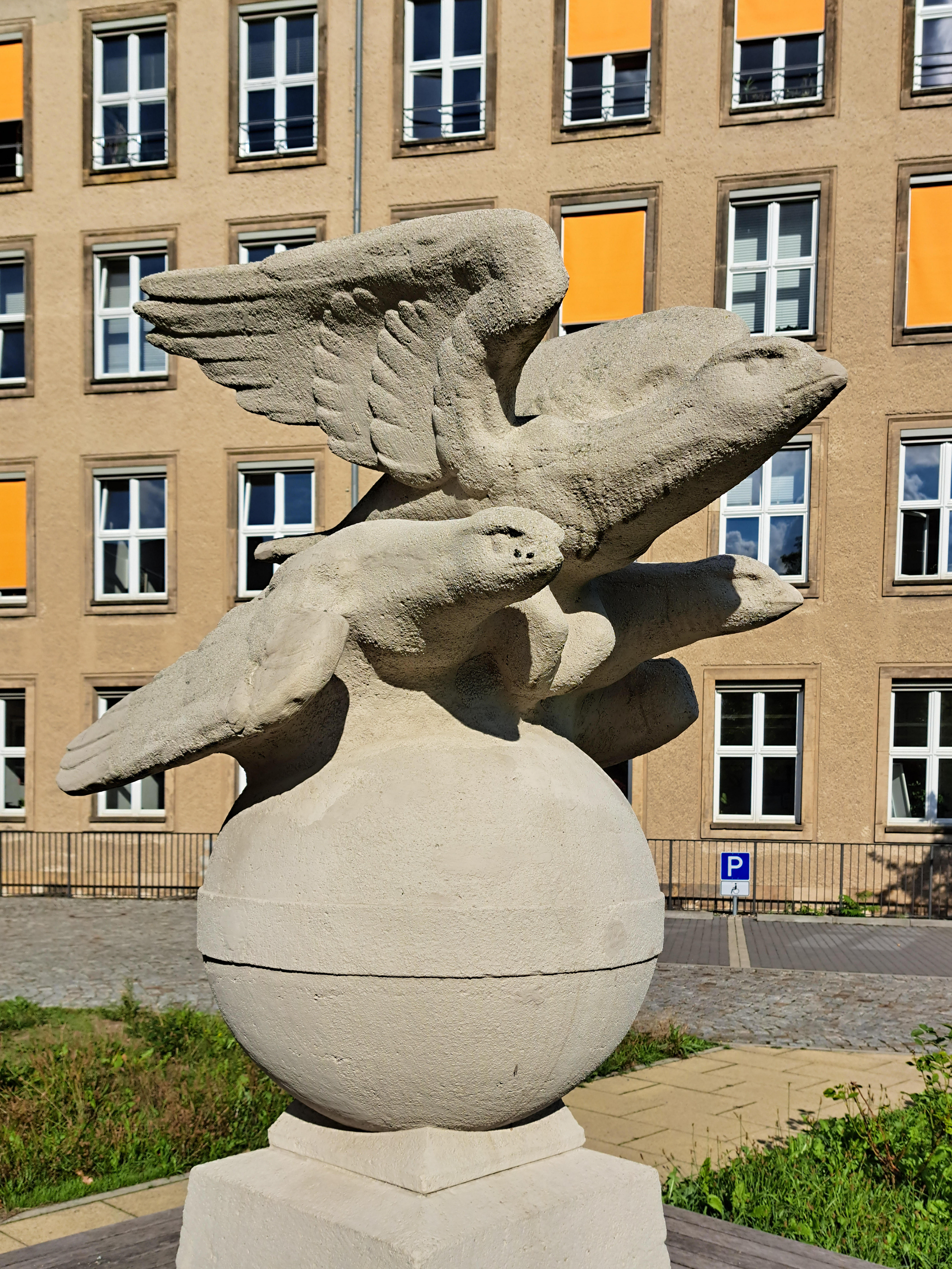
Flügelradbrunnen (2022)

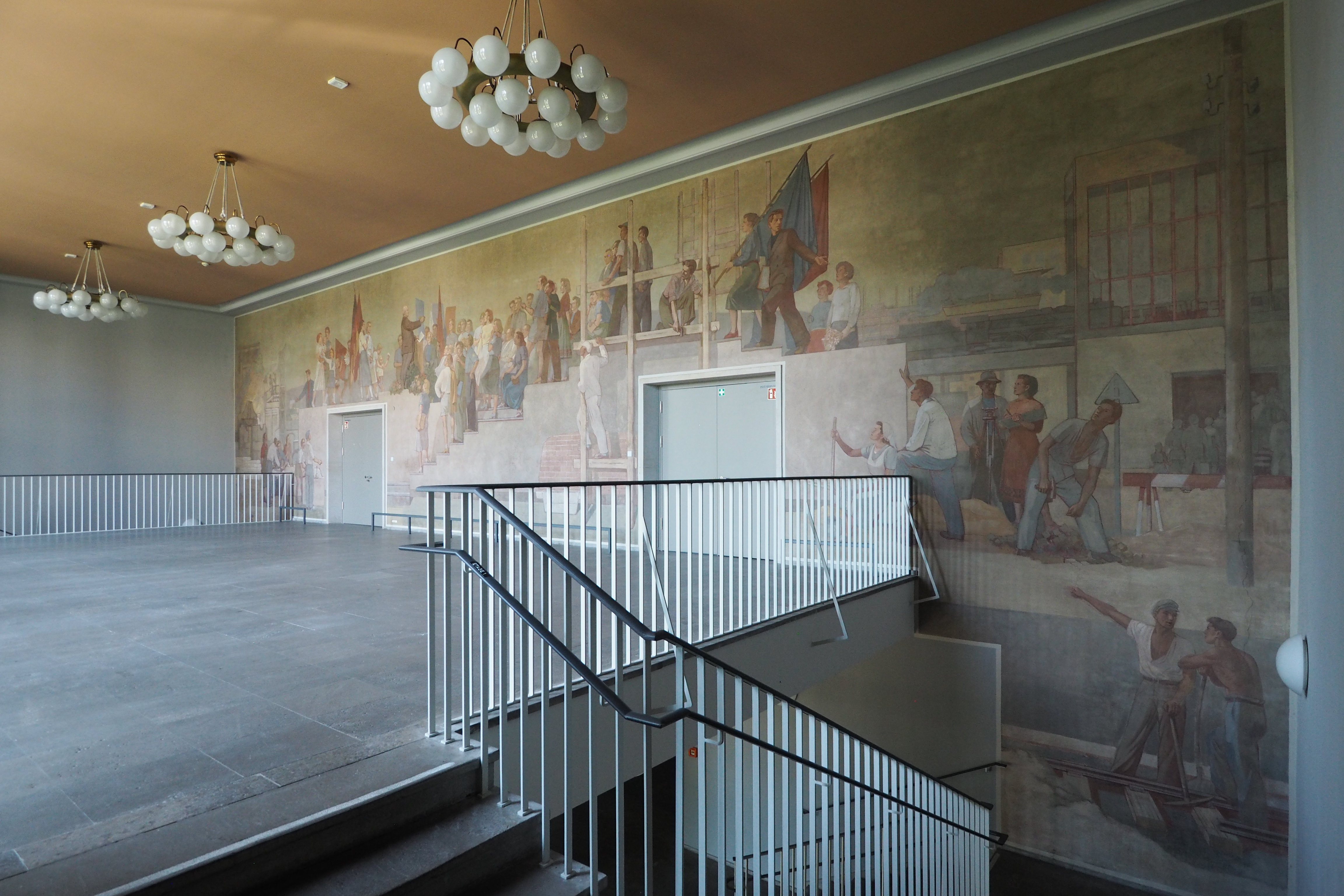
Wandgemälde von Alfred Hesse und Erich Gerlach

Der Gerhart-Potthoff-Bau ist ein Gebäude an der Hettnerstraße 1/3 in der Südvorstadt in Dresden. Er beherbergt heute die Fakultät Verkehrswissenschaften „Friedrich List“ der Technischen Universität Dresden und gehörte von 1952 bis 1992 zur Hochschule für Verkehrswesen „Friedrich List“.
Das in traditioneller Bauweise mit Sandstein-Putzfassaden errichtete Bauwerk entstand im Stil des sozialistischen Klassizismus, die Innengestaltung wurde durch Gemälde von Wilhelm Lachnit vorgenommen.

## Geschichte
Das Gebäude sollte zunächst die geplante Fakultät für Verkehrswissenschaften der Technischen Hochschule Dresden aufnehmen.
Der Grundstein für den Gebäudeteil Hettnerstraße 1 wurde am 20. April 1951 gelegt. Der Widerstandskämpfer und Alterspräsident der Volkskammer Otto Buchwitz hielt zur Grundsteinlegung eine Rede. Auch der Verkehrsminister der DDR, Hans Reingruber, wohnte der Veranstaltung bei. Im Umfeld des Gebäudes standen zu dieser Zeit noch Ruinen.
Im April 1952 wurde der erste Teil des Gebäudekomplexes übergeben. Am 1. Oktober 1952 bezog die hochschuleigene Bibliothek ihre (zunächst behelfsmäßigen) Räume. Nach einem Interimsumzug im April 1953 folgte im April 1954 der Umzug in die endgültigen Räume.
Am 15. Januar 1955 wurde im Treppenhaus vor dem Audimax ein von den Künstlern Alfred Hesse und Erich Gerlach geschaffenes Fresko enthüllt, das den Besuch des Staatspräsidenten Wilhelm Pieck in Dresden zeigt.
Das Gebäude wurde bis 1956 mit einer Nutzfläche von 7200 Quadratmetern nach Entwürfen der Architekten Walter Henn, Horst Grabner und Hellmuth Francke errichtet. Der Komplex setzt sich aus zwei Flügeln zusammen, bestehend aus drei- und viergeschossigen Lehrgebäuden. Ein Hörsaalgebäude für 500 Studierende ist nach dem Fritz-Foerster-Platz vorgelagert. Das Hörsaalgebäude ist mit einer „betont vertikalen Fassadengliederung in Sandstein“ gestaltet worden.
Bis zur Eröffnung der Hochschulmensa an der Reichenbachstraße am 1. Oktober 1960 beherbergte das Gebäude auch eine Essensausgabe. Im Keller des Hörsaalgebäudes befand sich bis zur Wende eine HO-Verkaufsstelle in Kombination mit einer Kantine. Diese Räumlichkeiten wurden 1991 in die privat geführte Cafeteria „U-Boot“ umgebaut. Im Jahr 2003 übernahm das Studentenwerk Dresden diese Cafeteria.
Das Gebäude wurde im Jahre 1993 nach Gerhart Potthoff, Professor für Betriebstechnik der Verkehrsmittel, benannt. Bis zur Wiedereingliederung in die TU Dresden als Fakultät für Verkehrswissenschaften 1992 bildete der Bau, neben dem heutigen Zentralgebäude der Hochschule für Technik und Wirtschaft Dresden am Friedrich-List-Platz, ein wesentliches Gebäude für die Hochschule für Verkehrswesen.
Von 1992 bis zum Bau des neuen Hörsaalzentrums 1998 mit dem ca. 1000 Personen fassenden Audimax der Universität bildete der Hörsaal POT 81 das größte Auditorium der Universität. Von 2011 bis 2012 wurde dieser Hörsaaltrakt für insgesamt 4,3 Millionen Euro saniert. Hierbei wurden auch die ehemaligen Bibliotheksräume zu Arbeitsbereichen ausgebaut. Des Weiteren wurde am 23. Mai 2012 die Bio-Mensa U-Boot in sanierten Räumen eröffnet. Diese war deutschlandweit die erste Mensa mit einem reinen bio-zertifiziertem Angebot. 2023 wurde das Angebot auf vietnamesische Gerichte umgestellt. Seitdem sind die Speisen nicht mehr ausschließlich Bio-zertifiziert. Mit der Sanierung des Gebäudeteils wurde der Großteil der verbliebenen Bibliotheksbestände an die SLUB Dresden gebracht.
Im Februar 2023 stürzte in einem Flur des Gebäudes ein Teil der Decke ein, verletzt wurde niemand. Ursache war wahrscheinlich ein Wassereintritt von der Belüftungsanlage.